# John Bowe (Schauspieler)
John Bowe, gebürtig Wilson (* 1. Februar 1950 in Greasby, England) ist ein britischer Schauspieler.

## Leben
John Bowe debütierte 1964 im Alter von 14 Jahren in einer Folge der Fernsehserie Love Story als Schauspieler. Regelmäßig als Fernsehschauspieler tritt er seit Mitte der 1970er Jahre auf. Seitdem spielte er unter anderen in Filmen wie James Bond 007 – Der Hauch des Todes und Stalin, sowie vor allen Dingen Fernsehserien wie Heißer Verdacht, Cranford und The Hour mit.

## Filmografie (Auswahl)
Film
- 1985: Cyrano de Bergerac
- 1987: James Bond 007 – Der Hauch des Todes (The Living Daylights)
- 1992: Stalin
- 1999: Cleopatra
- 2005: Der Feind in meinem Haus (Secret Smile)

Serie
- 1964: Love Story (eine Folge)
- 1988: Hard Cases (sechs Folgen)
- 1991: Heißer Verdacht (Prime Suspect, eine Folge)
- 1992: Trainer (neun Folgen)
- 1994: Soldier Soldier (acht Folgen)
- 1996: The Prince and the Pauper (sechs Folgen)
- 2003, 2010: Silent Witness (vier Folgen)
- 2006, 2014: Casualty (Fernsehserie, drei Folgen)
- 2007: Cranford (fünf Folgen)
- 2009: Inspector Barnaby (Folge Sportler und Spione)
- 2011: The Hour (drei Folgen)
- 2011: New Tricks – Die Krimispezialisten (New Tricks, eine Folge)
- 2014–2018: Emmerdale